# 서울 야상곡
《서울 야상곡》은 1995년 1월 4일부터 1995년 2월 1일까지 방영되었던 SBS 수목드라마이다. 제각각 꿈을 갖고 열심히 살아가는 도시 서민들의 이야기를 해학적으로 그린 신년 기획 코믹드라마다.
한편, 대부분의 코믹 드라마들이 그랬던 것처럼 작품성보다 시청률을 의식한 데다 철저한 흥미본위 제작 위주로 일관했다는 지적이 있었다.

## 등장 인물
- 변희봉 : 장춘복
- 연규진 : 동창호
- 김무생 : 박 소령
- 이신재 : 김 상사
- 맹호림 : 조국일
- 박원숙 : 민 마담
- 김정균 : 성세훈
- 이의정
- 곽진영 : 국일의 딸 조경란
- 김윤정 : 고민경
- 김지영 : 제비 할머니
- 김형자 : 춘복의 아내
- 최준용
- 송경철

## 편성 변경 및 결방 사유
- 1995년 1월 4일 : 1~2회 연속
- 1995년 1월 5일 : 특선영화 《웨스턴 애비뉴》 편성으로[3] 결방